# Instituto Europeo de la Igualdad de Género
Instituto Europeo de la Igualdad de Género (en inglés EIGE (European Institute for Gender Equality). 
Es un órgano de la Unión Europea (UE) que trabaja para hacer realidad la igualdad de género en la UE y fuera de ella. Para ello, ofrece investigación, datos y buenas prácticas al tiempo que elabora estudios y estadísticas del tema en la UE.
De acuerdo con el Reglamento (derecho de la Unión Europea)  fue creado oficialmente en diciembre de 2006 pero el lanzamiento oficial de actividades se realizó el 16 de junio de 2010. Su sede está en Vilna (Lituania). Entre su cometido está ayudar a las instituciones europeas y a los Estados miembros a fomentar la igualdad de género en todas las políticas comunitarias y en las políticas nacionales resultantes y a luchar contra la discriminación por razón de sexo. También sensibilizar a la ciudadanía de la UE en igualdad.

## Historia
La pugna por conseguir una entidad dedicada oficialmente y a nivel de la Unión, a la igualdad de trato se remonta a los años 90 pero hasta 2005 la Comisión Europea no propone la fundación del centro. Llegar a este punto fue un largo proceso para lograr un amplio consenso entre las diferentes fracciones. Finalmente los 27 socios de la UE se pusieron de acuerdo.
El primer borrador del proyecto del Instituto fue presentado por la ministra de Igualdad de Suecia, Margareta Winberg, en un seminario celebrado en Estocolmo en junio de 1999 con el objetivo de crear un centro de conocimiento como espacio de coordinación, distribución de información e intercambio de conocimiento sobre el tema.
En diciembre de 2000 el Consejo Europeo de Niza instó a desarrollar el conocimiento, la puesta en común de los recursos y el intercambio de experiencias, especialmente mediante la creación de un instituto europeo del género.
En 2002 la Comisión Europea recibió un estudio de viabilidad realizado bajo la Estrategia Marco Comunitaria (2001-2005). En sus conclusiones planteó que el Instituto tenía un papel clave, entre otros aspectos, en la creación de redes, el aumento de la visibilidad de la igualdad de género, la coordinación y difusión de datos de investigaciones con perspectiva de género y el desarrollo de herramientas de transversalización de género, tareas que las instituciones existentes no estaban realizando. 
A pesar de las conclusiones a favor del proyecto, no se avanzó hasta 2004.  Una resolución del Comité de Derechos de la Mujer del Parlamento Europeo pidió acelerar los esfuerzos para la creación del Instituto. 
El primer informe anual de la Comisión sobre la igualdad entre mujeres y hombres para el Consejo Europeo de Primavera en febrero de 2004 reconoció en sus conclusiones que existen brechas significativas de género en la mayoría de ámbitos de la política, que la desigualdad es un fenómeno multi-dimensional que debe ser abordado mediante una combinación global de medidas y que era necesario mayores esfuerzos para cumplir con los objetivos de la Estrategia de Lisboa.
En su Resolución de 10 de marzo de 2004 sobre la política de la Unión Europea en materia de igualdad de género el Parlamento Europeo pidió a la Comisión que acelerara los esfuerzos para crear un instituto.
En junio de 2004 el Parlamento Europeo publica un informe sobre el Papel del Futuro del Instituto Europeo de Género.
El Consejo de Empleo, Política Social, Sanidad y Consumidores, de 1 y 2 de junio de 2004, y el Consejo Europeo de 17 y 18 de junio de 2004 apoyaron la creación de un Instituto Europeo de la Igualdad de Género. El Consejo Europeo invitó a la Comisión a que presentara una propuesta concreta.
En marzo de 2005 Vladimír Špidla, Comisario de Empleo, Asuntos Sociales e Igualdad de Oportunidades de la Unión Europea propone el establecimiento de un nuevo Instituto Europeo para la Igualdad de Género.
El Reglamento (CE) No 1922/2006 del Parlamento Europeo y del Consejo informa de la creación de un Instituto Europeo de la Igualdad de Género con fecha 20 de diciembre de 2006.
A pesar de que la creación de la agencia fue en diciembre de 2006 el primer programa de trabajo anual fue adoptado en abril de 2010, y su independencia financiera y administrativa se garantizó en junio de 2010. El lanzamiento oficial de las actividades del Instituto se realizó el 16 de junio de 2010.

## Objetivos
Los objetivos generales del Instituto según el documento de su creación son:
•Contribuir a la promoción de la igualdad de género y reforzarla, incluida la incorporación de la perspectiva de género en todas las políticas comunitarias y en las políticas nacionales resultantes.
•Luchar contra la discriminación de género.
•Dar a conocer mejor el tema de la igualdad de género entre los ciudadanos de la UE, prestando asistencia técnica a las instituciones comunitarias , en particular a la comisión y autoridades de los Estados miembros.

## Investigaciones y Campañas

### Índice de igualdad
Entre los trabajos más destacados del Instituto está la publicación del Índice de Igualdad de Género de Europa , que ofrece una base de comparación por el objetivo de que todos los Estados miembros puedan evaluar su progreso en relación con la paridad. También destaca la investigación que está realizando sobre violencia de género.

### Hombres y mujeres que inspiran Europa
Entre las campañas que realiza el EIGE está la de elaborar un calendario anual con Hombres y mujeres que inspiran Europa en la que cada mes se destacan los logros de algunas de las mujeres más inspiradoras del continente. Sus historias personales que persiguen romper con los estereotipos de género y estimular y servir de ejemplo para nuevas generaciones se recogen en un calendario anual. También las historias de hombres que han tenido experiencias exitosas en materia de igualdad de género. La campaña se lanzó el 8 de marzo de 2010 y la primera edición del calendario es de 2011.

## Organización
El instituto se organiza de la siguiente forma:
•Director ejecutivo. A la cabeza de la dirección general. Es elegida por el consejo administrativo por un periodo de 5 años , con posibilidad a reelección.
•Consejo administrativo. Se compone de 18 representantes de los Estados miembros, que opera sobre una base de rotación garantizando así la representación total combinado con la eficacia operativa. Uno de los miembros está representada por la comisión europea y no hay un número igual de miembros suplentes. 
Sus representantes tienen el cargo por 3 años. Adopta el programa de trabajo anual, el programa de trabajo a mediano plazo, así como el presupuesto del instituto.
•Foro consultivo. Compuesto de expertos en el tema al servicio de brindar apoyo.
Desde 2009 la Directora del EIGE es: Virginija Langbakk, de raíces suecas y lituanas. 
En abril de 2014 el Consejo administrativo la reeligió por un periodo de otros 5 años.

## Sede
El Instituto se estableció inicialmente en Bruselas en mayo de 2007 y posteriormente cambia su sede a Vilna (Lituania). 